# Masai
 Denne artikel omhandler masaifolket. Opslagsordet har også en anden betydning, se Masai (album).
En masai er en afrikansk,  semi-nomadisk folkestamme der lever i Kenya og det nordlige Tanzania. På grund af deres særegne skikke og dragter er den et af de mest kendte etniske grupper. De taler maa af den nilosahariske sprogfamilie, der også tales af stammerne dinka og nuer.
Masaibefolkningen i Tanzania har været anslået til 377.089 (pr. 1989) og 430.000 (pr. 1993). Der er ca 900.000. 